# Поряд'є
Поряд'є (словац. Poriadie) — село, громада округу Миява, Тренчинський край. Кадастрова площа громади — 7.87 км².
Населення 696 осіб (станом на 31 грудня 2020 року).

## Географія
Протікає потік Костолник.

## Історія
Поряд'є згадується 1955 року.

## Населення
| Рік:            | 1994. | 2004.   | 2014.   | 2024.   |
| --------------- | ----- | ------- | ------- | ------- |
| Кількість осіб: | 718   | 695     | 705     | 703     |
| Різниця:        |       | -3,20 % | +1,43 % | -0,28 % |

| Рік:            | 2023. | 2024.   |
| --------------- | ----- | ------- |
| Кількість осіб: | 713   | 703     |
| Різниця:        |       | -1,40 % |